# Верхи (Осиповичский район)
Верхи́ (бел. Вярхі) — деревня в составе Протасевичского сельсовета Осиповичского района Могилёвской области Республики Беларусь.

## Этимология
Данное имя собственное является названием-характеристикой со значением «высокое место среди равнины», «верховье реки, исток».

## Географическое положение
Деревня расположена в 20 км на запад от Осиповичей и в 7 км от ж/д станции Верейцы, в 153 км от Могилёва, граничит с лесом на востоке. Из Верхов идёт прямая дорога до районного центра. Планировку деревни составляет пролегает улица меридиональной ориентации, по обеим сторонам застроенная деревянными домами. На севере деревни часть построек обособлена.

## История
Верхи, известные по письменным источникам с XVII века, в 1862 году представляют собой присёлок с 10 дворами. Последний числился в составе имения Глуск, находившегося в Речицком уезде Минской губернии и принадлежавшего шляхетскому роду. В 1917 году Верхи уже упоминались в Чичеринской волости Бобруйского уезда с 171 жителем, 26 дворами и школой грамоты, в которой к 1925 году обучались 25 детей обоего пола. С февраля по ноябрь 1918 года деревня была оккупирована германскими войсками, с августа 1919 по июль 1920 года — польскими. В 1931 году здесь был создан колхоз «Ударник».
Во время Великой Отечественной войны Верхи были оккупированы немецко-фашистскими войсками с конца июня 1941 года по 29 июня 1944 года. Оккупантами было убито трое жителей деревни. На фронте погибли 23 жителя.
В 3 км на запад от деревни, возле железнодорожной станции Верхи находится могила партизанки Софьи Васильевны Змачинской, погибшей 3 августа 1943 года, со стелой, установленной в 1977 году. Также на местном кладбище находится захоронение воина-красноармейка, на котором в 1974 году была установлена стела.

## Население
- 1917 год — 171 человек, 26 дворов[1]
- 1926 год — 209 человек, 42 двора[1]
- 1959 год — 266 человека[1]
- 1970 год — 180 человек[1]
- 1986 год — 68 человек, 30 хозяйств[1]
- 2002 год — 19 человек, 12 хозяйств[1]
- 2007 год — 14 человек, 10 хозяйств[1]

## Комментарии
1. ↑  Название и ударение даны по: Назвы населеных пунктаў Рэспублікі Беларусь: Магілёўская вобласць: нарматыўны даведнік / І. А. Гапоненка і інш.; пад рэд. В. П. Лемцюговай. — Минск: Тэхналогія, 2007. — С. 66. — 406 с. — ISBN 978-985-458-159-0.